# Томассен, Жеральд
Жеральд Томассен (фр. Gérald Thomassin; род. 8 сентября 1974, Пантен, Франция) — французский актёр. С августа 2019 года считается пропавшим без вести.

## Биография
Жеральд Томассен родился 8 сентября 1974 года в Пантене. Из-за постоянных семейных проблем, его детство прошло не благополучно. В 1990 году в возрасте 16 лет он сыграл в фильме Жака Дуайона «Маленький преступник», благодаря этому выиграл премию «Сезар» как самый многообещающий актёр.
Затем он появился в нескольких фильмах, в том числе «Луиза (дубль 2)», но ведёт свою карьеру с небрежностью. В это время стали известны его проблемы с алкоголизмом и наркоманией.
В 2000 году он играет главную роль в фильме «Пария». Создатель фильма, Николас Клотц, охарактеризовал Жеральда, как одного из величайших актёров французского кино, чей талант не используют в полную силу. Так же режиссёр подчеркнул личные проблемы молодого актёра.
В 2008 году Жеральд Томассен снова снялся в фильме Жака Дуайна «Первый встречный». Сам Жак Дуайон тоже высказался о Томассене и его личных проблемах.
Продолжая жить в Эне, Жеральд Томассен продолжал страдать от проблем со злоупотреблением психоактивными веществами. Он вёл маргинальное существование, и даже становится временно бездомным до получения временного убежища в 2012 году.